# زیبایی‌پرستی

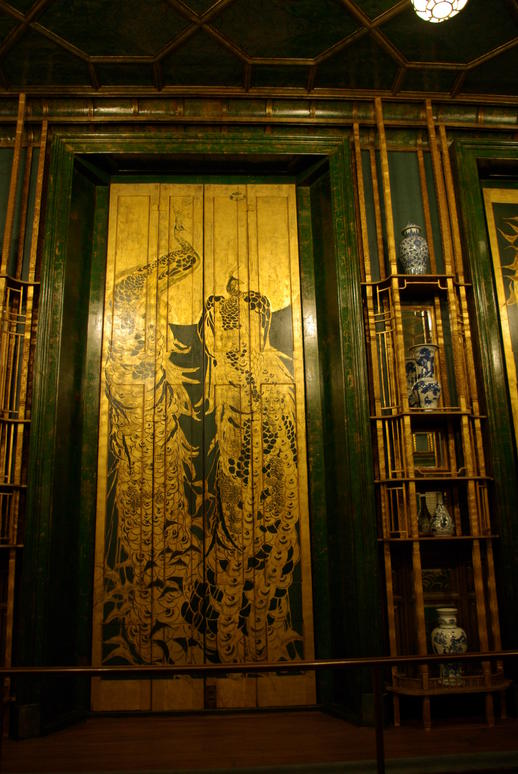
اتاق طاووس، طراحی شده توسط جیمز مک‌نیل ویسلر و ادوارد گادوین، یکی از مشهورترین نمونه‌های طراحی داخلی به سبک زیبایی‌شناسی است.

زیبایی پرستی، یک جنبش فکری و هنری ست، با این باور که ارزش زیبایی شناسانهٔ هنر و ادبیات و موسیقی و دیگر هنرها تنها ارزش حقیقی بوده و بیش از بن مایه‌های اجتماعی-سیاسی آن است؛ و این یعنی هنر بیشتر بر زیبا بودن تمرکز خواهد داشت تا اینکه معانی عمیقی داشته باشد؛ درواقع همان شعار معروف هنر از برای هنر. این جنبش به ویژه در قرن نوزدهم در اروپا بسیار برجسته بود و از پشتیبانی شخصیت‌های فکری مشهوری چون والتر پاتر و اسکار وایلد برخوردار بود. این جنبش از دهه ۱۸۶۰ و از استودیوهای اصلاح گرانی چون ویلیام موریس آغاز شد، کسانی که به دنبال راه تازه ای برای زندگی و کار هنری در این عصر بودند. هدف اصلی آنها مخالفت با معیارهایی بود که در نمایشگاه بزرگ هنری سال ۱۸۵۱ هایدپارک لندن ارائه شده بود.
آنها را باید از مخالفان فرهنگ ویکتوریایی دانست که باور داشت هنر و ادبیات سرشار از نقش‌های مهم اخلاقی است. از منتقدین معاصری که تفکرش نزدیک به این جنبش است می‌توان به هارولد بلوم اشاره کرد که مخالف سرسخت وارد کردن ایدئولوژی سیاسی و اجتماعی به آثار ادبی است.